# Live Oak (hrabstwo Santa Cruz)
Live Oak – jednostka osadnicza w Stanach Zjednoczonych, w stanie Kalifornia, w hrabstwie Santa Cruz.